# استاد حاج محمود توحیدی
حاج محمود توحیدی (زاده ۱۳۲۸ در بم) نویسنده، پژوهشگر و فعال فرهنگی اهل استان کرمان است. او بیش از پنج دهه در زمینه حفظ میراث فرهنگی و تاریخ شفاهی بم فعالیت کرده و از چهره های فرهنگی تأثیرگذار این منطقه شناخته می‌شود.

## زندگی نامه
توحیدی در سال ۱۳۲۸ در بم به دنیا آمد. او به‌عنوان راهنمای فرهنگی ارگ بم، کتابدار محلی و محقق فرهنگ بومی شناخته شده و پس از زمین‌لرزه ۱۳۸۲ بم نیز نقش فعالی در حفظ میراث فرهنگی این منطقه ایفا کرده است.

## آثار منتخب
- ارگ نامه (چاپ نخست: ۱۳۸۹): کتابی درباره تاریخ، ساختار و کارکردهای ارگ بم.[۳]
- سوز کویر در ساز و نوای بم: (خوانندگان و نوازندگان بم) (۱۴۰۳): مجموعه‌ای از زندگی نامه ها و معرفی هنرمندان موسیقی بم، شامل ایرج بسطامی، داریوش رفیعی، کوروس سرهنگ‌زاده و دیگران.[۴]
- مشاهیر بم (۱۳۸۹): معرفی ۱۱۰ چهره برجسته شهر بم در قرن اخیر.[۵]
- نوآوران بم (۱۳۹۶): پژوهشی درباره نوگرایی و افراد نوآور در فرهنگ و جامعه بم.[۶]
- بادمجان بم آفت نداره (۱۳۹۱): طنزی فرهنگی درباره اصطلاحات بومی بم.[۷]
- یادها و خاطره‌ها (۱۳۹۱): خاطرات فرهنگی و تاریخی از بم.[۸]

## کتاب شناسی
| عنوان اثر                 | سال نشر | ناشر             | شابک              | لینک   |
| ------------------------- | ------- | ---------------- | ----------------- | ------ |
| سوز کویر در ساز و نوای بم | ۱۴۰۳    | فرهنگ صبا        | 978-622-7991-55-0 | مشاهده |
| نوآوران بم                | ۱۳۹۶    | فرهنگ صبا        | 978-600-7049-69-3 | مشاهده |
| یادها و خاطره‌ها           | ۱۳۹۱    | بارش نگار        | 978-600-92624-2-7 | مشاهده |
| بادمجان بم آفت نداره      | ۱۳۹۱    | بارش نگار        | 978-600-92624-3-4 | مشاهده |
| مشاهیر بم                 | ۱۳۸۹    | مرکز کرمان شناسی | 978-964-9908-87-8 | مشاهده |
| ارگ نامه                  | ۱۳۸۹    | مرکز کرمان شناسی | 978-964-9908-82-3 | مشاهده |

## بازتاب‌ها
- خبرگزاری مهر او را «فرزند ارگ» خوانده‌است.[۱]
- باغ‌شهر، ایبنا، ایسنا و صداوسیما به نقش او در حفظ میراث بم پرداخته‌اند.[۲][۹][۱۰][۱۱]